# Google Now
Google Now — інтелектуальний особистий помічник від Google Inc, реалізований у додатку Google Search для Android і iOS. Google Now використовує обробку природної мови для відповідей на питання, створення рекомендацій та виконання різних дій. Відповідаючи на різні запити користувача, Google Now відображає інформацію залежно від уподобань користувача, пророкуючи їх на основі його звичок і режиму дня. Вперше з'явився в Android 4.1 «Jelly Bean», запущений 9 липня 2012 і підтримувався смартфоном Galaxy Nexus. З 29 квітня 2013 доступний у додатку Google Search для пристроїв iOS.

## Історія
Google Search надає програмне забезпечення розпізнавання мови для обробки природно-розмовної мови. Як конкурент Siri від Apple і Samsung S Voice, Google Search був вперше представлений у 2012 році в ОС Android 4.1 "Jelly Bean" на Galaxy Nexus з Google Now.

## Функції
Діапазон функцій, починаючи від поточної погоди, руху і новин до важливої інформації, наприклад, квитанції на квитки, база якої постійно розширюється. 
Google Now відрізняється від Siri тим, що інформація з'явиться в залежності від поточного місця. Наприклад поруч з кіно, показує інформацію про поточні фільми.